# 34번가의 기적 (1994년 영화)
34번가의 기적(Miracle on 34th Street)은 크리스마스를 배경으로 한 판타지 드라메디 영화이자, 1947년에 개봉한 동명의 영화를 리메이크한 작품이다. 1994년 개봉하였으며, 리처드 애튼버러와 엘리자베스 퍼킨스, 딜런 맥더모트가 주연을 맡았다.

## 줄거리
추수감사절 퍼레이드를 앞두고 콜스 백화점의 특별 이벤트 담당자인 도리 워커는 술에 취한 채 산타클로스 역할을 하던 직원을 해고한다. 급하게 대체자를 찾던 그녀는 한 노인을 발견하고 그에게 산타 역할을 제안한다. 노인은 자신을 크리스 크링글이라고 소개하며 퍼레이드에서 훌륭하게 역할을 수행하여 콜스에 고용된다. 그는 자신이 진짜 산타클로스라고 믿는 듯하다.
크리스는 아이들과 부모들에게 큰 인기를 얻고, 다른 상점의 더 저렴한 장난감을 추천하는 그의 특이한 행동은 콜스의 성공적인 마케팅 캠페인으로 이어진다. 최근 적대적 인수 시도를 겨우 피했던 콜스의 갑작스런 성공에 경쟁업체인 쇼퍼스 익스프레스의 임원들은 분노한다.
도리는 딸 수잔에게 산타클로스가 없다고 가르쳐왔고, 크리스의 영향력을 걱정한다. 도리의 이웃 변호사 브라이언은 수잔에게 산타를 믿게 하려고 노력한다. 크리스가 수잔을 돌보던 어느 날 밤, 수잔은 크리스마스 소원으로 아빠, 콜스 카탈로그에 나온 집, 남동생을 갖고 싶다고 말한다. 크리스는 이 모든 것을 얻으면 산타를 믿겠냐고 묻고, 수잔은 그러겠다고 약속한다. 같은 날 밤, 브라이언은 도리에게 청혼하지만 도리는 거절하고 떠난다.
랜드버그와 더프는 크리스가 스스로를 산타클로스라고 믿는다는 것을 알고 그의 신뢰를 무너뜨리려 한다. 더프는 술 취한 산타였던 팔라치를 시켜 크리스를 괴롭히고, 크리스가 지팡이를 들자 부상을 입은 척하여 크리스를 체포시킨다. 브라이언은 크리스를 변호하고 재판을 준비한다. 도리는 콜스 회장을 설득하여 크리스와 연대하고 대중의 지지를 얻어낸다. 법정에서 검사는 크리스가 정신적으로 부적합하다고 주장하며, 크리스는 자신이야말로 진짜 산타클로스라고 주장한다.
크리스마스 이브 전날 밤, 판사는 브라이언에게 크리스의 선의에도 불구하고 기적이 일어나지 않으면 그를 정신이상자로 선고할 수밖에 없다고 말한다. 다음 날 아침, 판사가 판결을 내리기 직전 수잔이 1달러짜리 지폐가 든 크리스마스 카드를 들고 판사에게 다가간다. 지폐 뒷면에는 "우리는 신을 믿는다"라는 문구가 동그라미 쳐져 있다. 판사는 미국 재무부가 증거 없이 화폐에 신을 믿는다는 문구를 넣을 수 있다면 뉴욕 시민들도 산타클로스를 믿을 수 있다고 판단하고, 크리스 크링글이 산타라고 선언하며 사건을 기각한다.
재판 후, 도리와 브라이언은 크리스의 도움으로 서로의 진심을 깨닫고 크리스마스 이브 자정 미사 후 결혼식을 올린다. 크리스마스 아침, 수잔은 결혼 소식을 듣고 기뻐하며, 크리스가 카탈로그의 집을 사도록 주선했다는 사실을 알게 된다. 수잔의 두 가지 소원이 이루어지자, 도리는 세 번째 소원이 무엇이었는지 묻고, 수잔은 남동생이라고 답한다. 도리와 브라이언은 놀라며 도리의 배를 쳐다보고 키스한다.

## 배역
- 리처드 애튼버러 : 산타클로스 역
- 엘리자베스 퍼킨스 : 도리 워커 역
- 딜런 맥더모트 : 브라이언 베드포드 역
- 마라 윌슨 : 수잔 워커 역
- J. T. 월시 : 에드 콜린스 역
- 사이먼 존스 : 도날드 셀하머 역
- 제임스 리마 : 잭 더프 역
- 제인 리브스 : 알버타 레너드 역
- 로버트 프로스키 : 헨리 하퍼 판사 역
- 윌리엄 윈덤 : C. F. 콜 역
- 앨리슨 재니 : 콜린스 부인 역
- 잭 맥기 : 토니 팔라치 역
- 조스 애클랜드 : 빅터 랜드버그 역

## KBS 성우진 (1999년 12월 25일)
- 노민 - 산타클로스(리처드 애튼버러)
- 함수정 - 도리 워커(엘리자베스 퍼킨스)
- 이규화 - 브라이언 베드포드(딜런 맥더모트)
- 홍영란 - 수잔 워커(마라 윌슨)
- 임종국
- 황원
- 탁원제
- 이종구
- 김태웅
- 서문석
- 임아영
- 김경수
- 김우정
- 은영선

## 같이 보기
- 크리스마스 영화 목록